# 26829 Sakaihoikuen
26829 Sakaihoikuen este un asteroid din centura principală de asteroizi.

## Descriere
26829 Sakaihoikuen este un asteroid din centura principală de asteroizi. A fost descoperit pe 30 noiembrie 1989 la Yatsugatake de Yoshio Kushida și Masaru Inoue. Asteroidul prezintă o orbită caracterizată de o semiaxă mare de 2,65 ua, o excentricitate de 0,14 și o înclinație de 11,9° în raport cu ecliptica.